# 西郷村 (静岡県)
西郷村（さいごうむら）は静岡県の西部、佐野郡・小笠郡に属していた村である。現在の掛川市中心部の北方、倉真川中流域にあたる。

## 地理
- 河川：倉真川

## 歴史
- 1889年（明治22年）4月1日 - 町村制の施行により上西郷村、下西郷村、五明村が合併して佐野郡西郷村が発足。
- 1896年（明治29年）4月1日 - 郡制の施行により所属郡が小笠郡に変更。
- 1954年（昭和29年）3月31日 - 倉真村と合併して三笠村が発足。同日西郷村廃止。

## 交通

### 道路
現在は国道1号掛川バイパスの西郷インターチェンジが所在するが、当時は未開通。